# Maquiné
Maquiné est une ville brésilienne de la mésorégion métropolitaine de Porto Alegre, capitale de l'État du Rio Grande do Sul, faisant partie de la microrégion d'Osório et située à 132 km au nord-est de Porto Alegre. Elle se situe à une latitude de 29° 40′ 32″ sud et à une longitude de 50° 12′ 27″ ouest, à 3 m d'altitude. Sa population était estimée à 7 374 en 2007, pour une superficie de 622 km2. L'accès s'y fait par les BR-101 et RS-484.
La population de la commune est descendante de Portugais (XVIIIe siècle), d'Allemands (1826), d'Italiens (1890), de polonais et d'esclaves africains. Quelques éléments des peuples Guaranís des premiers habitants survivent aux bords des routes, vendant leur artisanat, dont on peut encore voir dans la région des Sambaquis de leurs ancêtres. La plupart furent détruits pour produire de la chaux avec les coquillages qui les composaient.
L'économie s'est développée autour de l'agriculture, qui, dans les premiers temps, écoulait sa production sur des barques descendant le rio Maquiné jusqu'à Osório et Torres. Les autres échanges commerciaux se faisaient par mules jusqu'à Taquara, Caxias do Sul et Porto Alegre. En 1914, la localité a même vu la construction d'un petit port, Porto Cachoeira.
La municipalité a sur son territoire de grosses réserves de Mata Atlântica, végétation native. Elle se trouve au pied de la Serra do Mar.

## Villes voisines
- São Francisco de Paula
- Itati
- Terra de Areia
- Capão da Canoa
- Xangri-lá
- Osório
- Caraá
- Riozinho